# The O'Reilly Factor

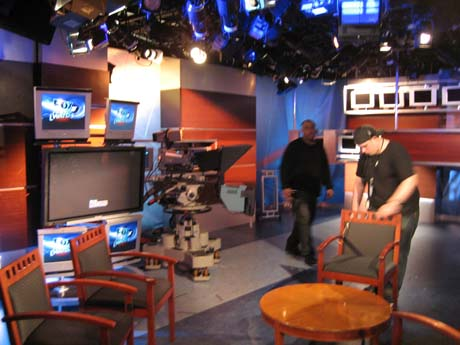
The O'Reilly Factor studio 2

The O'Reilly Factor was een Amerikaans opinieprogramma op Fox News. Het programma, dat gepresenteerd werd door Bill O'Reilly trok dagelijks zo'n 3,5 miljoen kijkers en was daarmee het best bekeken kabeltelevisieprogramma, een positie die het programma een decennium lang innam (2010). O'Reilly besprak meestal controversiële politieke en sociale problemen met gasten. De show ging net als Fox News Channel in 1996 in première. Het programma duurde 60 minuten, waarvan er 43 overbleven zonder reclame.
In het voorjaar van 2017 trokken verscheidene sponsors van het programma zich terug nadat aan het licht was gekomen dat Fox in de loop der jaren dertien miljoen dollar had betaald om vijf zaken, waarin presentator Bill O'Reilly beschuldigd werd van seksuele intimidatie, te schikken. Doordat zoveel sponsors afhaakten, besloot de zender om O'Reilly te ontslaan.
De show beweerde, net als Fox News Channel, 'eerlijk en genuanceerd' te zijn. Dit werd nogal eens betwijfeld door andere televisiemaatschappijen en opiniemakers. Zij beschuldigden The O'Reilly Factor ervan conservatieve denkbeelden uit te dragen.